# Довга дорога в дюнах
«Довга дорога в дюнах» (латис. «Ilgais ceļš kāpās») — латвійський радянський телевізійний художній фільм-драма, знятий режисером Алоїзом Бренчем в 1980—1981 роках на Ризькій кіностудії. Композитор: Раймонд Паулс.

## Сюжет
У фільмі зображена Латвія 1939—1970 років. Артур Банга, син рибалки, і красуня Марта пронесли своє почуття через всі труднощі й незгоди радянської та німецької окупації, війни й післявоєнних років…

## У ролях
- Ліліта Озоліня — Марта
- Юозас Кіселюс — Артур Банга
- Ромуальдас Раманаускас — Рихард
- Едуардс Павулс — Озолс

## Зйомки
- Фільм знімали в місцях, в яких режисер провів свої молоді роки.